# Garnish (Terra Nova e Labrador)
Garnish é uma pequena cidade localizada na costa oeste da Península de Burin, pertencente à província canadense de Terra Nova e Labrador. De acordo com o censo canadense de 2016, a cidade tinha uma população de 568 habitantes.